# Ma'aza
Die Ma'aza (arabisch المعازة, DMG al-Maʿāza) sind ein Nomadenstamm in der östlichen Wüste in Ägypten. Sie leben vor allem nördlich von Al-Qusair und Qift. Sie sind um 1700 vom Sinai her eingewandert und verdrängten die lokalen Ababda im Norden ihres Siedlungsgebietes um 1805.